# Amblypsilopus austerus
Amblypsilopus austerus är en tvåvingeart som först beskrevs av Octave Parent 1935.  Amblypsilopus austerus ingår i släktet Amblypsilopus och familjen styltflugor. Inga underarter finns listade i Catalogue of Life.